# Аксёновская (Вилегодский район)
Аксёновская — деревня в Вилегодском муниципальном округе Архангельской области.

## География
Находится в юго-восточной части Архангельской области на расстоянии приблизительно 7 км на юго-восток по прямой от административного центра района села Ильинско-Подомское на правом берегу реки Анаваж.

## История
Отмечалась деревня ещё на карте 1794 года. В 1859 году здесь (деревня Сольвычегодского уезда Вологодской губернии) было учтено 10 дворов. До 2020 года входила в состав Павловского сельского поселения до его упразднения.

## Население
Численность населения: 84 человека (1859 год), 110 (русские 99 %) в 2002 году, 75 в 2010.